# Uberabasuchus
Uberabasuchus (cujo nome significa "Crocodilo Terrível de Uberaba") é uma espécie fóssil de crocodilomorfo que viveu há aproximadamente 70 milhões de anos durante o período Cretáceo no Brasil, mais especificamente no estado de Minas Gerais. Media cerca de 2,5 m de comprimento, pesava 300 kg e era um predador terrestre, que vivia perto de rios e lagos.
Tinha um crânio alto, com narinas na parte frontal, o que comprova os hábitos terrestres. A disposição de suas pernas indica também que era um bom corredor de longas distâncias. Esse animal carnívoro, em bandos, atacava outros animais incluindo dinossauros, usando a poderosa mandíbula. Em vez de cortar o alimento, é provável que desse fortes mordidas.

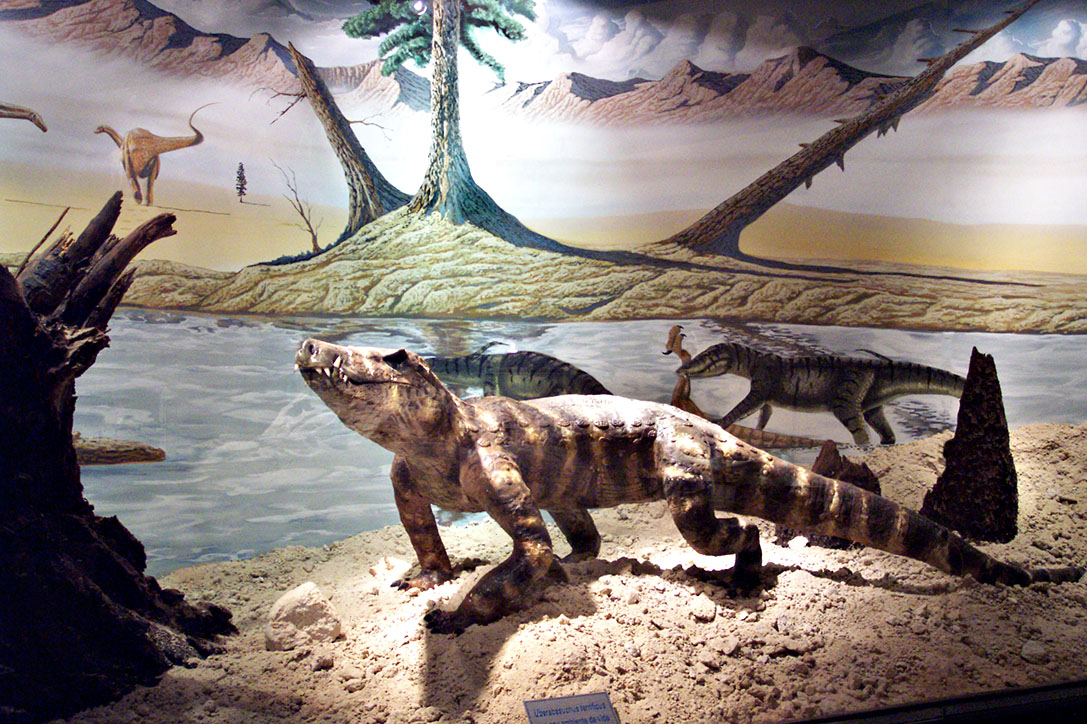
Réplica do Uberabasuchus terrificus, exposta no Museu dos Dinossauros de Peirópolis

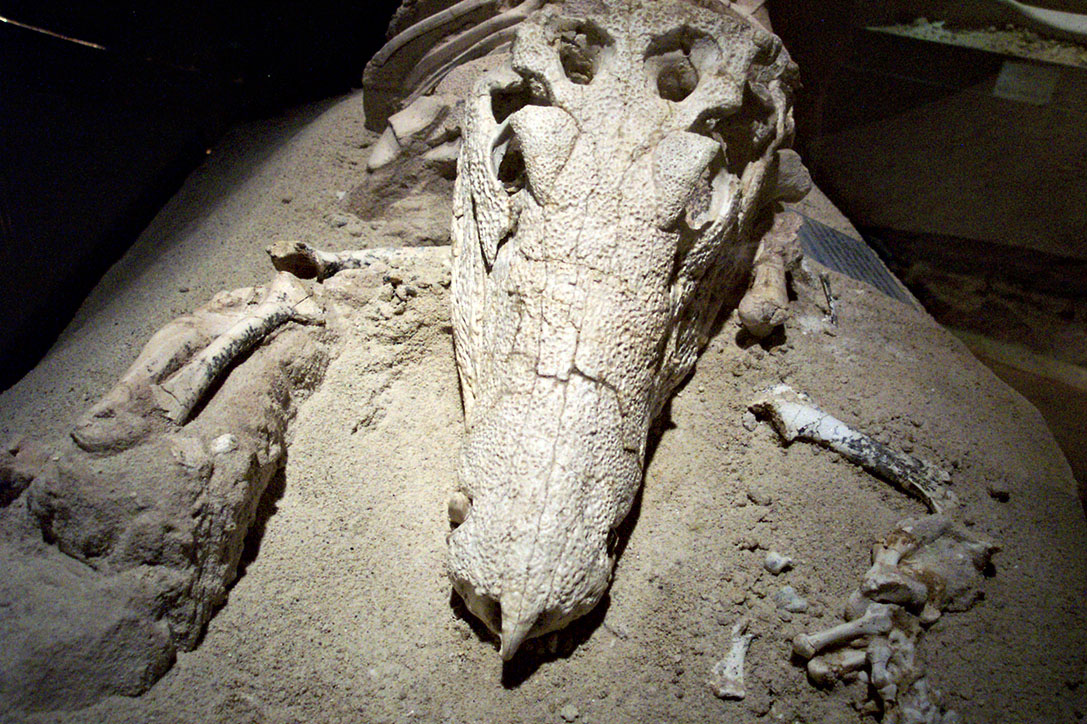
Ossos fossilizados do Uberabasuchus terrificus, expostos no Museu dos Dinossauros de Peirópolis